# Aeroporto Internacional Robert L. Bradshaw
O Aeroporto Internacional Robert Llewellyn Bradshaw (IATA: SKB, ICAO: TKPK) é um dos dois principais aeroportos de São Cristóvão e Neves. Está situado a nordeste de Basseterre, na ilha de São Cristóvão, servindo o povo de São Cristóvão e Neves. Foi assim chamado em homenagem ao primeiro-ministro de São Cristóvão-Neves-Anguila (como era conhecido o país até então), Robert Llewellyn Bradshaw.
Uma grande renovação foi concluída em dezembro de 2006. Seu custo de dezessete milhões de dólares americanos foi financiado por empréstimos do Banco Nacional de São Cristóvão-Neves-Anguila e pelo governo de Taiwan. A reforma incluiu a expansão da plataforma de estacionamento para acomodar seis aeronaves ao mesmo tempo, completo recapeamento da pista de oito mil metros e construção de uma nova via de táxi. A construção começou no final de 2004. Até 6 jatos podem agora ser acomodados na pista.
O aeroporto pode receber aviões de passageiros comerciais e manipula os voos regulares de jato sem escla para o Canadá e os Estados Unidos, bem como numerosos voos regionais dentro da área do Caribe. O maior avião operante regularmente em serviço SKB é o 777-200 da British Airways. O aeroporto também dispõe de instalações para carga e aviões privados.
Até 2008, o aeroporto havia atendido 299 706 passageiros.